# Кочхуджан
Кочхуджа́н (кор. 고추장, ханча 고추醬) — традиционная корейская соевая паста из клейкого риса (чхапсаль) и ферментированных соевых бобов, заправленная красным перцем в высокой концентрации. Количество перца таково, что соевая паста обычно имеет тёмно-красный цвет.
Традиционно кочхуджан на протяжении лет сбраживается в больших горшках на улице. Код HS кочхуджана — 2103.90.1030.

## История
Кочхуджан, вероятно, появился в Корее в конце XVIII века, после того, как перец чили был завезён из Японии. Согласно Чунбо саллим кёндже (증보산림경제, 增補山林經濟, 1765), кочхуджан готовили, добавляя рисовую пудру и красный перец в соевую пасту и выставляя смесь на солнце. Этот рецепт аналогичен современному.

## Ингредиенты

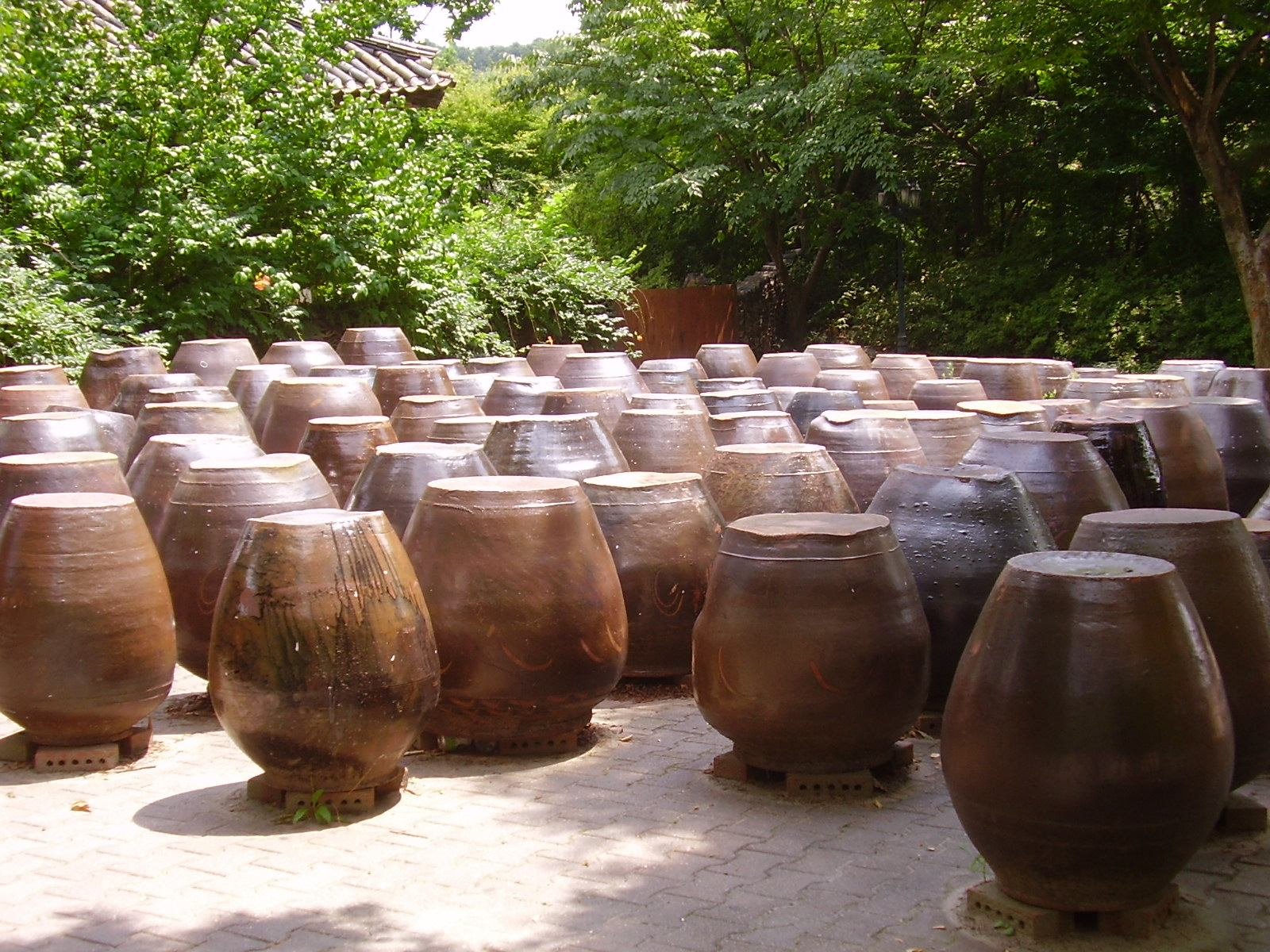
Горшки с ферментирующимися кимчхи и кочхуджаном

Кроме красного перца, смеси клейкого и обычного короткозёрного риса и забродивших соевых бобов в кочхуджан кладут соль, а также иногда ячмень, зёрна пшеницы, зизифус, тыкву, сладкий картофель, мёд, сахар.
В корейской кухне кочхуджаном приправляют ччигэ (соусы), пулькоги, нэнмён и пибимпап. Из него готовят и другие приправы, в частности, чхогочхуджан (초고추장) и ссамджан (쌈장).
Чхокочхуджан — это разновидность кочхуджана, популярная приправа к хве. В неё добавляют уксус, сахар и семена кунжута. Ссамджан — это смесь кочхуджана и твенджана с луком.

## Питательная ценность
Кочхуджан, канджан и твенджан считаются незаменимыми ингредиентами в корейской кухне. В кочхуджане содержатся белки, жиры, витамины B2, C и каротин.